# 29155部隊
29155部隊 （ロシア語: Воинская часть 29155、英語: Unit 29155）は、GRU（ロシア連邦軍参謀本部情報総局）隷下の特殊部隊で、以下の事件への関与の疑いがあると伝えられている。部隊はモスクワ東部のGRUのスペツナズ訓練施設「第161特殊目的専門家訓練センター」に本部を置いていると報告されている。所属隊員の多くはGRUのスペツナズから選抜されている。
- アフガニスタンのアメリカ軍兵士死亡事件[1]
- 2014年3月、ロシアによるクリミアの併合[1]
- 2014年10月-12月、チェコのヴルビェティツェ弾薬庫爆発事件[10]
- 2015年、ブルガリアのソフィアにおける武器商人エミリアン・ゲブレフの毒殺未遂事件[3][11][12][13][14]
- 2016年モンテネグロクーデター未遂事件（セルビア語版、英語版）[1]
- 2018年3月、元ロシア人二重スパイセルゲイ・スクリパリ暗殺未遂事件[1]